# Лабаррак, Антуан Жермен
А́нтуан Же́рмен Лабарра́к (фр. Antoine Germain Labarraque; 28 марта 1777, Олорон-Сент-Мари, Франция — 9 декабря 1850, Франция) — французский химик и фармацевт, известный благодаря разработке и нахождению важного применения вещества под названием «Лабарракова вода» (фр. Eau de Labarraque) — раствора гипохлорита натрия, широко используемого в качестве дезинфицирующего и дезодорирующего средства.
Использование Лабарраком растворов гипохлорита натрия и кальция для дезинфекции помещений для переработки кишок животных и моргов, а также опубликованные им отчёты об их применении для лечения гангрены и гнойных ран у живых людей в 1820-х годах положили начало этой практике задолго до того, как в 1847 году Игнац Земмельвейс применил те же растворы для предотвращения попадания «трупных частиц» из препаровальных комнат больниц в смотровые кабинеты пациентов. Эти находки и практика примечательны тем, что обеспечивают эмпирическое открытие антисептики, начавшееся примерно за 40 лет до того, как Луи Пастер и Джозеф Листер начали устанавливать теоретическую основу этой практики.
Растворы и методы Антуана Лабаррака используются и по сей день.

## Биография

### Ранняя жизнь и карьера
Лабаррак родился 29 мая 1777 года в Олорон-Сент-Мари, в департаменте Атлантических Пиреней в семье Франсуа Лабаррака и Кристины Сусбиэль. Он провел более 2 лет в качестве ученика аптекаря Превиля в Ортезе, но затем был призван в армию в качестве гренадера Тур д'Оверни. Он получил звание искателя на поле боя и в конце концов стал главным аптекарем военного госпиталя в Берре. В 1795 году он заболел сыпным тифом и после выздоровления был уволен из армии.
Увлекшись фармацевтикой, он отправился в Монпелье, чтобы учиться у Жана-Антуана Шапталя. Затем он отправился в Париж, где работал фармацевтом и учился в «Фармацевтическом колледже» у различных преподавателей, включая Луи Николя Воклена. В 1805 году он стал магистром фармации и в том же году опубликовал работу «Sur la dissolution du phosphore» (о растворении фосфора), за которой последовала «Sur les Electuaires» (Об эликсирах). Он стал членом «Sociétés de pharmacie et de médecine» в 1809 году после представления доклада «Sur les teintures alcooliques et quelques expériences sur la teinture alcoolique de benjoin» (Спиртовые настойки и некоторые эксперименты со спиртовой настойкой бензойной смолы). Впоследствии Лабаррак принимал участие в работе нескольких комиссий по изучению докладов, представленных обществу.

### Смерть
Антуан Жермен Лабаррак умер 9 декабря 1850 года недалеко от Парижа.

## Научная деятельность

### «Лабарракова вода»
Во Франции (как и в других странах) существовала необходимость переработки кишок животных для изготовления струн музыкальных инструментов, кожи Голдбитера и других изделий. Эта работа велась в помещениях, известных как «boyauderies» (кишечные фабрики), и была печально известна как грязное, пахучее и вредное для здоровья дело. Примерно в 1820 году «Société d'Encouragement pour l'Industrie nationale» предложило премию за открытие метода, химического или механического, который можно было бы использовать для отделения брюшинной оболочки кишечника животных, не вызывая гниения.
Лабаррак экспериментировал с различными составами, обнаружив, что раствор «хлорной извести» (гипохлорита кальция) обладает лучшими противогнилостными свойствами, чем уже известная «Жавелевая вода» (разбавленный водный раствор гипохлорита натрия, впервые изготовленный для отбеливающих целей компанией Клода Бертолле в 1789 году), но вызывает более медленное отслоение слизистой оболочки кишечника. Поэтому он предпочёл жавелевую воду, преимущество которой заключалось в том, что она была дешевле хлорированных растворов на основе солей калия. Лабаррак получил премию общества в размере 1500 франков показав, как ряд этих растворов, которые были получены из свободного хлора и впоследствии стали его источником, можно использовать как для фумигации мастерских, так и для отсоединения мембран друг от друга,  не допуская при этом выделения неприятного запаха. Он свободно признавал роль, которую сыграли в его открытии его предшественники, например, Луи Бертолле (1748–1822).

### Изобретение методов антисептики с использованием хлора
В 1824 году Лабаррака вызвали для оказания помощи после смерти короля Людовика XVIII, умершего от обширной гангрены. Задолго до смерти, гнилое тело источало неприятный запах, который химик смог устранить, накрыв тело простыней, смоченной в хлорированной воде. В 1824 году, он стал членом Парижской медицинской академии. В 1825 году Французская академия наук наградила его Монтионовской премией, а в 1826 году — медалью Марсельской академии за работу по «Применение хлоридов в гигиене и терапии». В 1827 году, он стал членом «Ордена Почётного легиона» и в 1836 — членом «Совета здоровья».

### Применение веществ Лабаррака
В результате исследований Лабаррака, хлориды и гипохлориты извести (гипохлорит кальция) и натрия (гипохлорит натрия) стали применяться не только в боярских мастерских, но и для обычной дезинфекции и дезодорации уборных, канализаций, рынков, скотобоен, анатомических театров и моргов. Они также с успехом использовались в больницах, лазаретах, тюрьмах, медпунктах (как на суше, так и на море), магнариях, конюшнях, скотомогильниках и т.д.; а также для эксгумации, бальзамирования, при вспышках эпидемических болезней, лихорадки, эмфизематозного карбункула крупного рогатого скота и так далее.
Растворы хлорированной извести и соды Лабаррака были предложены в 1828 году для предотвращения инфекции (называемой «заразной инфекцией» и передаваемой, предположительно, «миазмами»), а также для лечения гниения существующих ран, включая септические раны. В этой работе, Лабаррак рекомендовал врачу дышать хлором, мыть руки хлорной известью и даже посыпать ею постель пациента в случаях «заразной инфекции».
Во время вспышки холеры в Париже в 1832 году для дезинфекции столицы было использовано большое количество так называемой хлористой извести. Это был не просто современный хлорид кальция, он содержал газообразный хлор, растворенный в известковой воде (разбавленном гидроксиде кальция), приводящий к образованию гипохлорита кальция (хлорной извести). Открытие Лабаррака помогло устранить ужасную вонь разложения из больниц и препаровальных комнат и, таким образом, эффективно дезодорировало Латинский квартал Парижа. Многие считали, что «гнилостные миазмы» ответственны за распространение «заражения» и «инфекции» — оба слова использовались до микробной теории инфекции.
Возможно, самое известное применение растворов хлора и химических оснований Лабаррака произошло в 1847 году, когда Игнац Земмельвейс сначала использовал хлорную воду, а затем более дешёвые растворы хлорной извести для дезодорирования рук австрийских врачей, которые, как заметил Земмельвейс, всё ещё несли ужасный запах разложения из комнат для препарирования в комнаты для осмотра пациентов. Земмельвейс, ещё задолго до появления микробной теории болезней предположил, что «трупные частицы» каким-то образом передают гниение от свежих трупов живым пациентам, и использовал хорошо известные растворы Лабаррака как единственный известный метод удаления запаха гниения и разложение тканей (которого, как он обнаружил, мыло не делало). По совпадению, растворы оказались гораздо более эффективными гермицидами и антисептиками, чем мыло (Земмельвейс знал, что мыло менее эффективно, но не знал почему), и успех этих хлорсодержащих средств впоследствии привёл к знаменитому успеху Земмельвейса в прекращении передачи детской родильной горячки.
Спустя долгое время после смерти знаменитого химика, во время походов Джорджа Кастера в Северной Дакоте (1873 — 1874), главный хирург Генри Г. Ругер (известный индейцами как «Большой знахарь») использовал «Лабарракову воду» для предотвращения дальнейшего ухудшение состояния при обморожениях.
Гораздо позже, во время Первой мировой войны в 1916 году, Генри Дрисдейл Дакин разработал стандартизированную и разбавленную модификацию раствора Лабаррака, содержащую гипохлорит и борную кислоту. Названный раствором Дакина, метод обработки ран хлорированными растворами позволил проводить антисептическую обработку широкого спектра открытых ран задолго до наступления эры антибиотиков. Модифицированная версия этого раствора до сих пор используется для обработки ран, где он по-прежнему эффективен против бактерий, устойчивых к множественным антибиотикам (см. «Century Pharmaceuticals»).

## Другие письменные работы
- L'Art du boyauderie (Париж, 1822).
- De l'emploi des chlorures d'oxid натрия et de chaux. (Париж, 1825).
- Скотт, Джеймс (пер.). О дезинфицирующих свойствах препаратов хлора Лабаррака (С. Хайли, 1828).
- Manière de se servir du chlorure d'оксида натрия soit pour panser les playes de mauvaise nature, soit comme moyen d'assainissement des lieux insalubres et de désinfection des matières animales (Париж, 1825).
- Note sur une asphyxie produite par les émanations des materiaux retirés d'une fosse d'aisance; suivant d'Expériences sur les moyens de désinfection propres à prévenir de pareils несчастных случаев (Париж, 1825).
- Sur la préparation des chlorures désinfectants (Париж, 1826).
- Rapport au conseil de salubrité de Paris sur l'exhumation des cadavres deposés en juillet 1832 dans les Caeaux de l'église Saint-Eustache.

Лабаррак также написал большое количество диссертаций и докладов, которые появлялись в различных журналах и научных обзорах.

## Внешние ссылки
- Работы Labarraque, AG (WorldCat)
- Биография (Société d'histoire de la pharmacie). Французский сайт.